# 富士吉田インターチェンジ

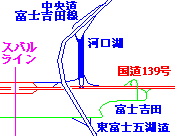
河口湖、富士吉田IC周辺の図

富士吉田インターチェンジ（ふじよしだインターチェンジ）は、山梨県富士吉田市上吉田にある中央自動車道富士吉田線および東富士五湖道路のインターチェンジ (IC) である。

## 概要
当ICで中央道と東富士五湖道が接続している。中央道と一般道との連絡はなく、東富士五湖道方面のみの出入口しかないハーフICだが、実質的には隣接する中央道河口湖ICとセットでフルICを構成している。IC番号は3で、中央道富士吉田線と東富士五湖道で通しの番号である。
東富士五湖道方面の出入口しかないため、一般に東富士五湖道のICと案内されるが、東富士五湖道の起点であると同時に中央道富士吉田線の終点である。接続地点に「富士吉田本線料金所」が設けられており、非ETC車は中央道と東富士五湖道の料金を合併収受、ETC車は流入ICからの料金のみを収受する。

## 歴史
- 1986年（昭和61年）8月28日：河口湖IC - 山中湖IC開通に伴い開設。
- 2022年（令和4年）3月18日：料金収受体制の変更により、ETC車は富士吉田IC流入時に山中湖ICまでの料金収受を行わなくなった。これに伴いETC車のみ富士吉田本線料金所[注釈 1]で合併収受を行わなくなり、流入ICから当本線料金所までの料金収受のみ行うようになった[2]。

## 道路
- E68 東富士五湖道路 (3)

## 接続する路線
直接連絡
- 山梨県道707号富士河口湖富士線

間接連絡
- 国道139号
- 山梨県道707号富士河口湖富士線（富士スバルライン）

## 料金所
- レーン数：12

レーン運用は、時間帯やメンテナンスなどの事情により変更される場合がある。

### 本線
中央道→東富士五湖道
- レーン数：3
  - ETC専用：2
  - 一般：1

東富士五湖道→中央道
- レーン数：3
  - ETC専用：2
  - 一般：1

### 出入口
入口
- レーン数：3
  - ETC専用：2
  - 一般（自動収受機）：1

出口
- レーン数：3
  - ETC専用：2
  - 一般（自動収受機）：1

## 周辺
富士山・富士五湖（山中湖を除く）・富士急ハイランドなどの最寄りICである。
- 富士急ハイランド駅・河口湖駅
- 富士吉田市役所
- 富士河口湖町役場

## 隣
E68 中央自動車道富士吉田線
(1) 都留IC - 谷村PA - (1-1) 富士吉田西桂SIC - (2) 河口湖IC - (3) 富士吉田IC/TB
E68 東富士五湖道路
(3) 富士吉田IC/TB - (3-1) 富士吉田忍野SIC - (4) 山中湖IC